# Stryker
Stryker è una famiglia di veicoli da combattimento su ruote, basati sul veicolo corazzato leggero LAV III, di produzione canadese, a sua volta derivato dallo svizzero MOWAG Piranha III. È in servizio dal 2001 nello United States Army e nell'Esercito canadese.

## Produzione
Il numero di Stryker prodotti fino al 2011 è stimabile in 2200 unità, per la maggior parte consegnate all'U.S. Army.

## Tecnica
Nella versione base, è equipaggiato con il sistema di armamento a controllo remoto M151 Protector che monta una mitragliatrice Browning M2 calibro .50, una M240 calibro 7,62 mm, oppure un lanciagranate automatico Mk-19. La corazza è spessa 14,6 mm, senza contare eventuali corazze supplementari. Rispetto al LAV-25, la corazza intorno alle parti più sensibili del mezzo, come il serbatoio o la parte inferiore, sono state rinforzate per proteggere l'equipaggio da mine e da ordigni improvvisati.
Lo Stryker è dotato di un motore Diesel Caterpillar 3126, che sviluppa 350 CV, in grado di spingere il mezzo a 100 km/h su strada. La configurazione di guida è comandata dal computer che controlla la pressione degli pneumatici, adattandola alle diverse superfici attraversate. Il blindato ha sia la configurazione 8x8 sia quella a 8x4 ruote motrici. Il peso è di circa 16,5 tonnellate.
A differenza della maggior parte dei LAV, lo Stryker non è un mezzo anfibio, ma è dotato comunque di guarnizioni a tenuta stagna nel portello, che gli permettono di guadare specchi d'acqua o fiumi purché il loro livello non superi l'altezza delle ruote. Grazie alla grande facilità di trasporto, un'unità di Stryker può essere dispiegata nel giro di 96 ore in qualsiasi luogo della Terra, mediante l'utilizzo di aerei cargo come il C-130 Hercules.

### Comando, controllo e acquisizione dei bersagli

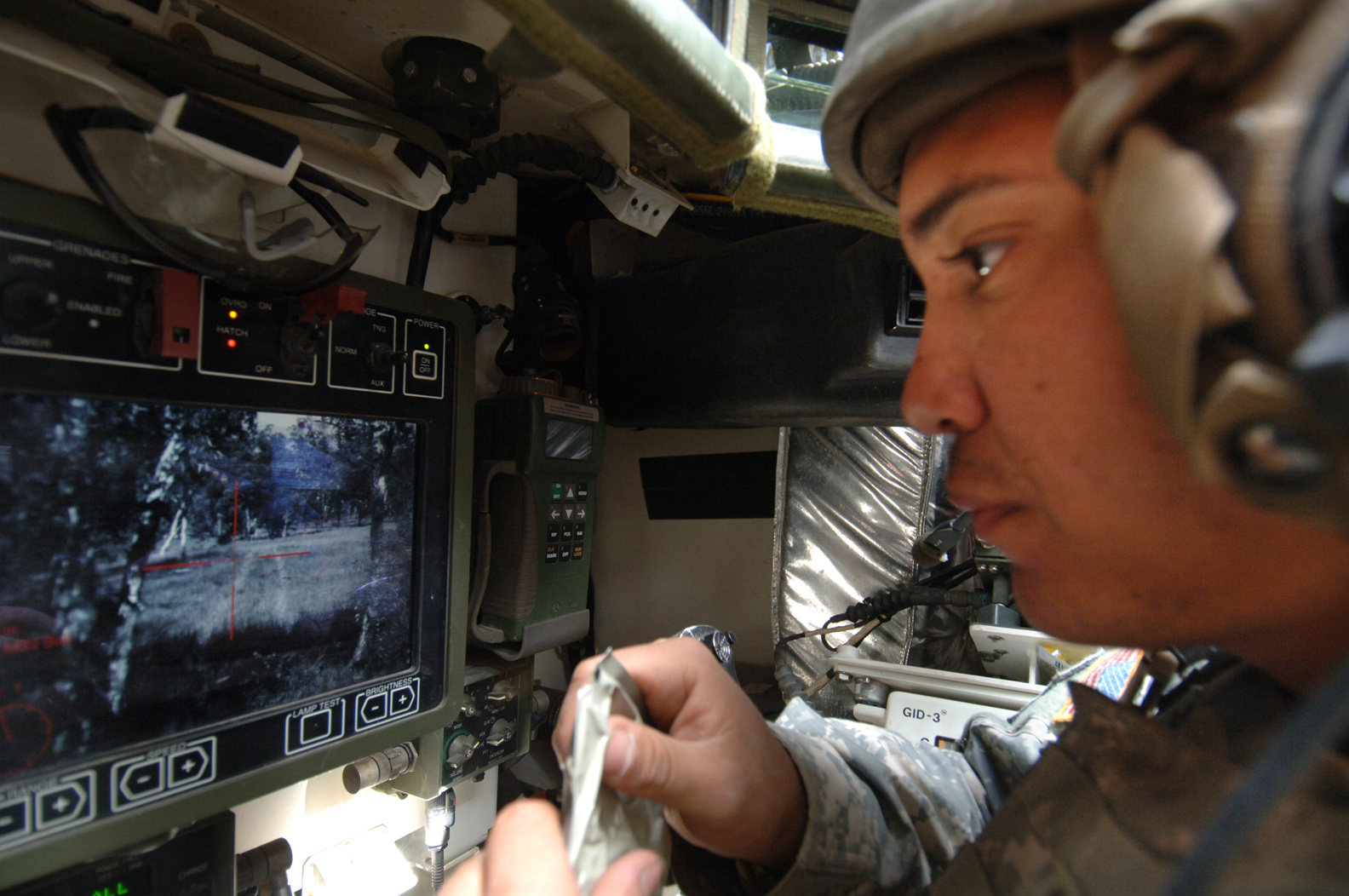
Schermo di controllo del sistema di armamento remoto

Un ampio supporto computerizzato aiuta i soldati dell'equipaggio, riducendo gli incidenti dovuti al fuoco amico; infatti, ogni veicolo può rilevare gli alleati presenti nel campo di battaglia allo stesso modo in cui rileva i nemici. L'autista e il comandante del veicolo (che ne è anche l'armiere) sono dotati di periscopi che permettono loro di vedere all'esterno del veicolo senza esporsi a pericoli. Il comandante del veicolo ha inoltre accesso a una telecamera che può operare sia in modalità diurna sia in modalità notturna (termica) che gli consente di vedere esattamente quello che vede l'autista. Il comandante del veicolo ha un campo visivo di quasi 360 gradi che gli permette di controllare l'intero perimetro attorno al veicolo ed evitare così possibili minacce, avendo il controllo diretto sulle armi; l'autista, invece, ne ha uno molto più ristretto, di poco superiore ai 90 gradi, comunque più che sufficiente a svolgere i suoi compiti operativi.

### Protezione

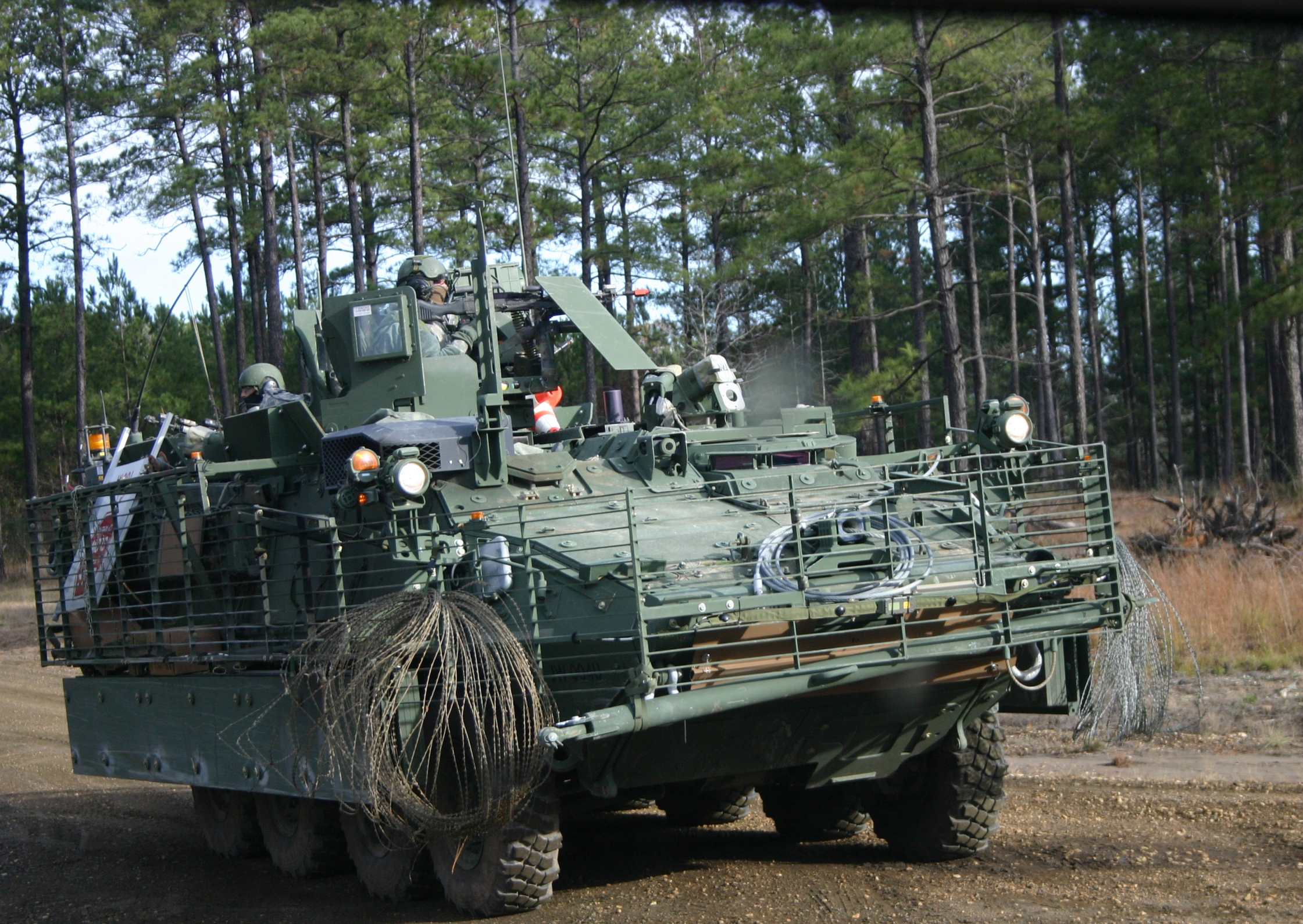
Stryker con armatura a lamelle, kit di protezione della carena e scudo balistico per il portello del comandante

Lo scafo dello Stryker è costruito in acciaio ad alta durezza, che offre una protezione di base contro i colpi da 14,5 millimetri sull'arco frontale e, una protezione completa contro le munizioni da 7,62 mm. Oltre a questo, gli Stryker sono anche dotati di un'armatura in ceramica che offre una protezione globale contro i proiettili da 14,5 mm, le munizioni perforanti, e i frammenti di artiglieria. Alcuni problemi sono stati riscontrati con il lotto iniziale di armatura in ceramica, quando si è constatato che un certo numero di pannelli ha fallito nel test contro le munizioni da 14,5 mm: funzionari dell'esercito hanno determinato che questo era dovuto a cambiamenti nella composizione e nelle dimensioni dei pannelli introdotti dal costruttore, IBD Deisenroth; una soluzione di ripiego di aggiungere un'ulteriore armatura in acciaio di 3 mm è stata introdotta fino a quando fosse stata trovata una soluzione definitiva. Il problema è stato finalmente risolto più tardi nel 2003, quando la DEW Engineering è stata selezionata come il nuovo, fornitore esclusivo per l'armatura di ceramica.

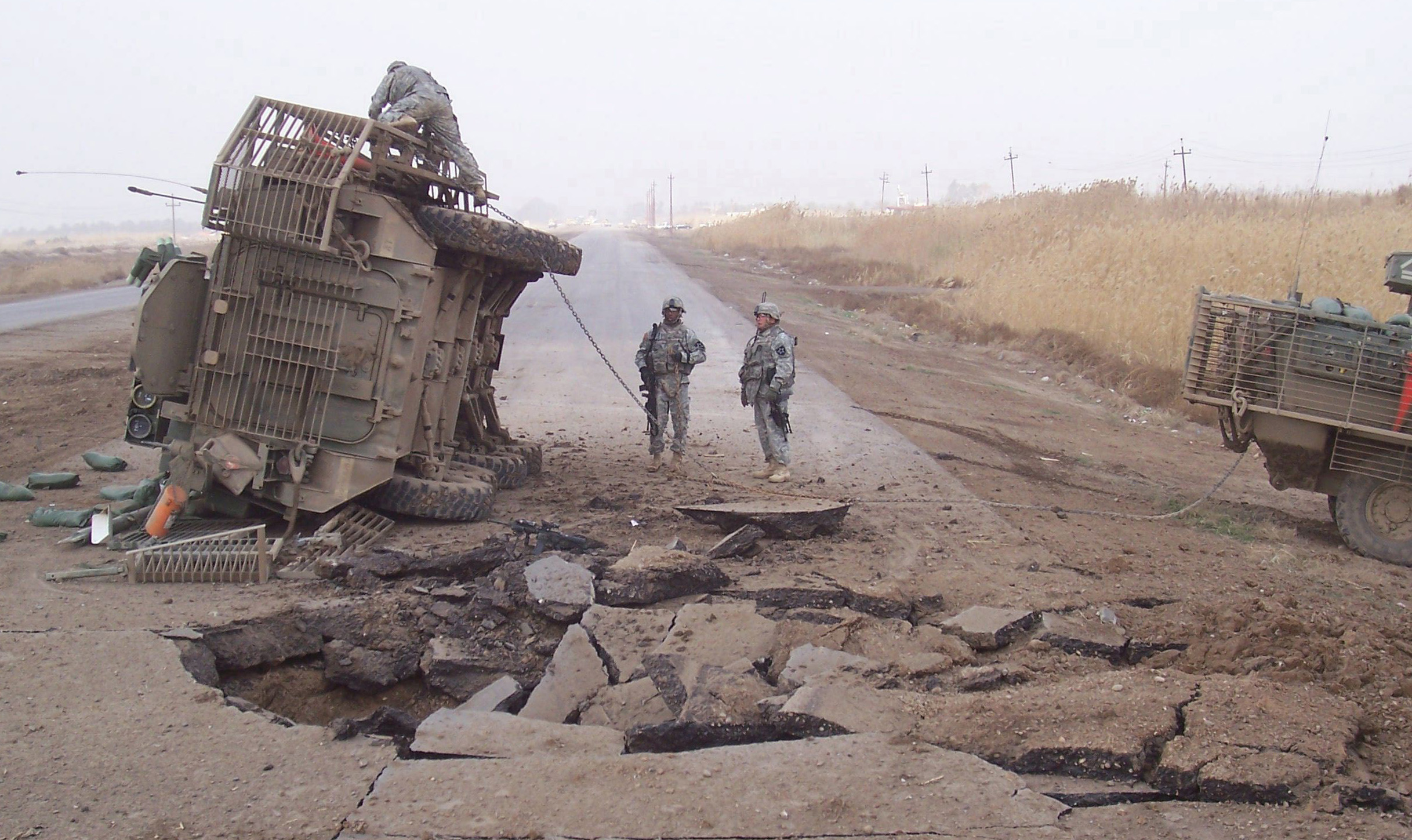
Stryker ribaltato dopo l'esplosione di un IED sepolto sul ciglio della strada nel 2007: l'equipaggio è sopravvissuto, ma il veicolo ha dovuto subire numerose riparazioni prima di ritornare in servizio

Oltre alla corazza integrale in ceramica, sono stati sviluppati pacchetti opzionali: questi includono armatura a piastrelle reattive (SRAT) per la protezione contro le armi anticarro e altri proiettili, un kit per la protezione integrale della carena, gonne corazzate per la protezione supplementare contro gli ordigni esplosivi improvvisati, e uno scudo balistico per proteggere il portello del comandante.
Lo Stryker incorpora anche un sistema automatico di estinzione incendi con sensori nel vano motore e in quello da trasporto truppe che attivano un o più estintori ad halon, che sono montati all'esterno dei serbatoi di carburante e che possono essere attivati anche dal conducente, e un sistema di isolamento da minaccia NBCR che mantiene l'interno del mezzo isolato e quindi sicuro.
Ci sono piani per aggiungere alle dotazioni anche il Boomerang, un sistema di rilevamento dei cecchini.
Rapporti di militari e analisti affermano che lo Stryker è superiore ad altri veicoli leggeri militari in materia di sopravvivenza contro gli IED (ordigni esplosivi improvvisati).

### Mobilità

#### Strategica ed operativa

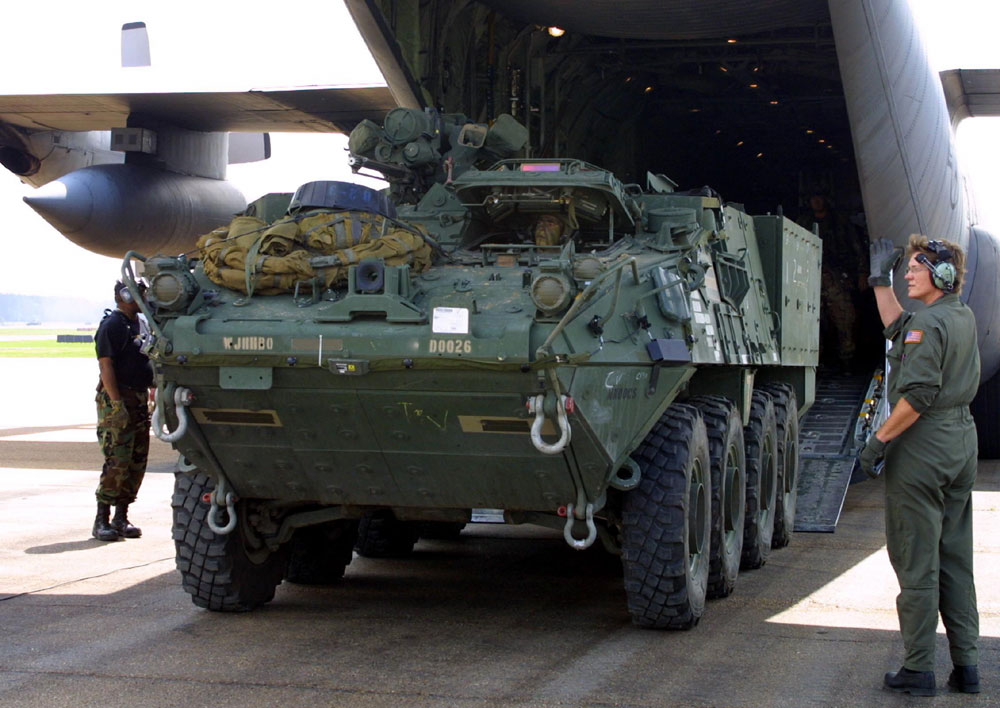
Uno Stryker viene scaricato da un C-130

Uno degli obiettivi chiave definiti nel quadro del piano di modernizzazione dell'esercito statunitense era la possibilità di schierare una brigata in qualsiasi parte del mondo entro 96 ore, una divisione in 120 ore, e cinque divisioni entro 30 giorni; di conseguenza uno dei principali requisiti di mobilità operativa chiesti al produttore era che il veicolo fosse trasportabile dai C-130. Anche se la possibilità per lo Stryker di essere dispiegato con questi aerei è stata dimostrata, vi sono state delle critiche al riguardo perché, a causa del peso del mezzo (19-26 tonnellate, a seconda del modello e funzionalità aggiuntive), gli aerei non possono volare a pieno raggio (circa 1.609 km). Lo Stryker poi è troppo pesante per essere sollevato dagli elicotteri esistenti.
Nel mese di agosto 2004, la US Air Force ha eseguito con successo un test che prevedeva il lancio di uno Stryker da un C-17; questo test aveva lo scopo di determinare la fattibilità del dispiegamento di Stryker tramite paracadute, ma anche se è stato un successo nessuna delle varianti Stryker è stata certificata per il lancio.

#### Tattica
Lo Stryker può alterare la pressione in tutti gli otto pneumatici in base alle condizioni del terreno: strada asfaltata, strada bianca, fango/sabbia/neve. Il sistema avverte il conducente se il veicolo supera la velocità consigliata per la pressione degli pneumatici, quindi le gomme si gonfiano automaticamente per far fronte alla situazione; inoltre è in grado di avvertire il conducente della foratura di una gomma, sebbene sia dotato di sistemi che rallentano il deterioramento dello pneumatico, consentendo al veicolo di proseguire per diversi chilometri.

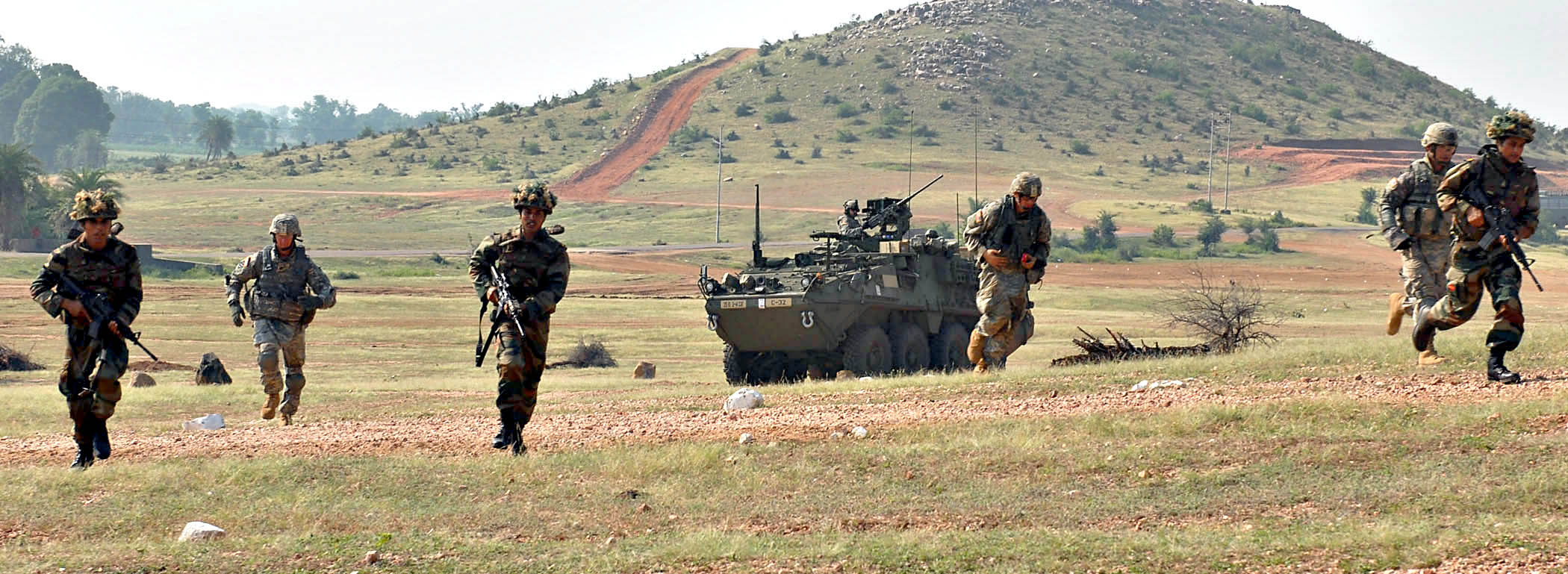
Membri dell'esercito statunitense e di quello indiano con uno Stryker durante un'esercitazione congiunta

Alcune critiche mosse allo Stryker alimentano un pluridecennale dibattito, ovvero se siano più efficaci i veicoli cingolati o quelli su ruote: i cingolati hanno maggiore mobilità fuoristrada e sono più resistenti ai danni in battaglia, i veicoli ruotati invece sono più facili da mantenere e hanno velocità più elevate su strada. L'esercito degli Stati Uniti ha scelto lo Stryker anziché veicoli cingolati proprio per questi vantaggi.

## Utilizzo
Lo Stryker è il veicolo alla base della Stryker Brigade Combat Team (SBCT), unità dell'esercito americano, che combina la capacità di una rapido dispiegamento alla mobilità tattica e alla sopravvivenza. Attualmente ci sono 6 brigate nella forza attiva e 2 nella Army National Guard:
- 1st Stryker Brigade Combat Team, 2nd Infantry Division
- 2nd Stryker Brigade Combat Team, 2nd Infantry Division
- 2nd Cavalry Regiment Stryker Brigade, equipaggiata con 81 M1296 Stryker Dragoon ICV (in sostituzione con il nuovo M1304 ICVVA1)
- 3rd Cavalry Regiment Stryker Brigade
- 1st Stryker Brigade Combat Team, 4th Infantry Division
- 2nd Stryker Brigade Combat Team, 4th Infantry Division
- 56th Stryker Brigade Combat Team, Pennsylvania Army National Guard
- 81st Stryker Brigade Combat Team, Washington Army National Guard

### Struttura
Ogni Brigata utilizza 313 Stryker in tutte le varianti costruite.
I suoi 3 Battaglioni di fanteria sono equipaggiati ciascuno con:
- 5 M-1130 Command Vehicle;
- 4 M-1127 Reconnaissance Vehicle;
- 7 M-1129 Mortar Carrier Vehicle;
- 4 M-1133 MEDEVAC Vehicle;
- 3 M-1131 Fire Support Vehicle;
- 42 M-1126 Infantry Carrier Vehicle;

Il suo Squadrone di cavalleria è equipaggiato con:
- 14 M-1130 Command Vehicle;
- 4 M-1133 MEDEVAC Vehicle;
- 3 M-1129 Mortar Carrier Vehicle;
- 36 M-1127 Reconnaissance Vehicle;
- 9 M-1134 Antitank Guided Missile Vehicle;
- 12 M-1128 Mobile Gun System;

Il suo Battaglione del Genio è equipaggiato con:
- 6 M-1130 Command Vehicle;
- 3 M-1135 CBRN Vehicle;
- 16 M-1132 Engineer Combat Vehicle;
- 1 M-1133 MEDEVAC Vehicle.

I Quartier Generali e il Battaglione di Supporto sono equipaggiati con:
- 5 M-1130 Command Vehicle;
- 9 M-1133 MEDEVAC Vehicle.